# Леукокорија
Леукокорија или „бела зеница“ (од грчких речи „леукос“ - бео) и „коре“ - зеница), патолошка је рефлексија беле светлости која се види при директном осветљењу очног дна кроз зеницу, за разлику од уобичајеног црвеног сјаја. Код овог поремећаја зеница је у већој или мањој мери прекривена беличастим одсјајима који су видљиви голим оком.
Леукокорија је карактеристичан  симптом у офталмологијин који указује на озбиљније болести ока нпр. катаракту (урођену или стечену), ретинобластом, аблацију мрежњаче – карактеристичан је симптом. Зато би превентивно сваког пацијента са абнормалним црвеним рефлексом очију требало одмах да прегледати офталмолог. У многим земљама света преглед на црвени рефлекс ока је обавезан приликом сваке посете педијатрији од рођења до 3 године и, касније, као део скрининга вида.

## Етиопатогенеза
Директно ометање нормалног црвеног рефлекса очију због замућења и абнормалности које се јављају било где од рожњаче до задњег пола очне јабучице може да створи леукокорични рефлекс. Поремећај је узрокован абнормалношћу једне од три основне структуре очног апарата:
- очног сочива (провидне структура која се налази иза ириса и испред стакластог тела)
- стакластог тела (вискозне желатинасте структура између мрежњаче и сочива)
- очног дна  (унутрашњег дела задњег дела очне јабучице који формира видни апарат)

## Значај
Леукокорија код одојчади је увек сигнал опасности јер је ретинобластом, малигни тумор мрежњаче, одговоран за половину случајева у овој старосној групи. Мање честе манифестације су инфламаторна стања отпорна на лечење, хипопион, орбитални целулитис, хифема или хетерохромија. Друге узрочне патологије, укључујући перзистентно хиперпластично примарно стакласто тело (ПХПВ), Коатсову болест, очну токсокарозу или ретинопатију недоношчади, такође могу манифестовати исте знакове упозорења и захтевати специјализовану диференцијалну дијагнозу. Прве знакове највероватније примећују чланови ужег породичног круга, и први се консултује лекар опште праксе, педијатар или општи офталмолог. Од њиховог става зависиће коначан исход стања вида и болести опасних по живот. У том смислу рана дијагноза од првог дан уочавања леукокорије је од виталног значаја.

## Дијагноза
Дијагнози би требало да претходи свеобухватна анамнеза која укључује:
- време почетка, трајање симптома,
- очне симптоме, као што су ретинопатија недоношчади, траума, артритис, пренаталне инфекције и друге системске болести.
- породична анамнезу очних болести укључујући ретинобластом , породичну ексудативну витреоретинопатију и колобом.

Леукокорију често први примећују чланови породице или се она може уочити на фотографији са блицем (такве слике могу бити од помоћи офталмологу). Међутим, софтвер за уклањање црвених очију у модерним фотографским камерама може онемогучити откривање леукокорије. Такође, ако субјекат на фотографији гледа назално око 15° од осе, сенка оптичког диска може испунити зеницу, дајући бели рефлекс.
Иако је детаљна анамнеза важна за пружање дијагностичких трагова, она није поуздана изоловано и мора бити у корелацији са налазима клиничког прегледа.

### Свеобухватни офталмолошки преглед
У случајевима абнормалног црвеног рефлекса, индикован је свеобухватан офталмолошки преглед.
Абнормалности предњег сегмента могу укључивати микрофталмију, микрокорнеју, упорну зеничну мембрану, колобом ириса, катаракту, неоваскуларизацију или упалу. 
Абнормалности очног дна могу укључивати замућења стакластог тела, аномалије оптичког нерва, васкуларне абнормалности мрежњаче (код РОП-а, Коатсове болести, ретинобластома и ФЕВР-а), и ретиналне масе, ексудацију, одвајање ретине, фиброзу.

### Додатни тестови
Додатна испитивања треба извршити на начин на који указују други налази клиничког прегледа. Ултрасонографија може помоћи у откривању калцификације у ретинобластому и такође може дијагностиковати налазе код других болести у горњој диференцијалној дијагнози укључујући Цоатсову болест , ПФВ и аблацију мрежњаче .  Ултрасонографија је посебно вредна у случајевима са замућењем медија који може спречити директну визуализацију задњег сегмента.
Остала помоћна испитивања могу укључивати флуоресцеинску ангиографију, оптичку кохерентну томографију или неуроимиџинг као што је компјутеризована томографија или магнетна резонанца.

## Диференцијална дијагноза[5]
| Тумори                 | - Ретинобластом - Медулоепителиом - Комбиновани хамартом ретине и пигментни епител ретине - Астроцитни хамартом мрежњаче (туберозна склероза )                                                                                                 |
| Урођене малформације   | - Перзистентна фетална васкулатура - Колобом хориоретиналног или оптичког нерва - Ретинални набор - Слој нервних влакана мрежњаче са мијелинизацијом - Морнинг Глори Аномали - Норијева болест - Инконтиненција пигмента - Дисплазија мрежњаче |
| Медијске непрозирности | - Катаракта - Прозирност рожњаче - Организовано крварења у стакластом телу |
| Одвајање мрежњаче      | |
| Васкуларне болести     | - Ретинопатија недоношчади - Породична ексудативна витреоретинопатија |
| Инфламаторне болести   | - Очна токсокароза - Конгенитална токсоплазмоза - Цитомегаловирусни ретинитис - Херпес симплекс ретинитис - Ендофталмитис - Увеитис |
| Траума                 | - Комоција ретине |
| Рефрактивни поремећаји | - Висока миопија или анизометропија |
| Остало                 | - Страбизам (Брикнеров феномен) - Фотографски артефакт - Псеудолеукокорија због рефлекса оптичког нерва |

## Превентивни преглед
Америчке академије за педијатрију препоручује превентивни преглед за тестирање црвеног рефлекса који би требало обавити:
код све одојчади током прва два месеца живота од стране педијатра или другог лекара примарне здравствене заштите обученог за ову технику прегледа. Овај преглед треба обавити у замраченој просторији на одојчету са отвореним очима, по могућству добровољно, коришћењем директног офталмоскопа који се држи близу ока испитивача и отприлике на дужини руке од очију бебе...
  Да би се овај тест сматрао нормалним, црвени рефлекс оба ока требало би да буде симетричан. Тамне тачке у црвени рефлексу, затупљен црвени рефлекс на једној страни, недостатак црвеног рефлекса или присуство белог рефлекса (ретинални рефлекс) су индикације за упућивање офталмологу на даље испитивање.